# E50 (Ecuador)
Die E50 oder Transversale Sur ist eine Straße in Ecuador. Die Straße bildet eine Ost-West-Route durch den Süden des Landes, von der Grenze zu Peru in Huaquillas über Loja nach Zamora. Die E50 ist 224 Kilometer lang.

## Straßenbeschreibung
Die E50 beginnt an der peruanischen Grenze bei Huaquillas, wo sie an der Panamericana nach Norden verbindet. Dies ist der Hauptgrenzübergang zwischen Ecuador und Peru. Die Straße führt nach Osten, zunächst durch die Küstenebene und später durch die Anden. In Santa Rosa kreuzt sie die E25, dann steigt die Straße auf ein Maximum von etwa 2370 Metern in Las Chincas hoch. Dann fällt sie nach Catamayo ab, anschließend quert sie einen zweiten Pass auf 2650 Metern. Sie führt dann nach Loja, der größten Stadt auf der Strecke, und kreuzt die E35. Dann folgt ein dritter Pass mit 2800 Metern Höhe. Danach geht es bergab bis nach Zamora auf 900 m Höhe und mündet dann in die E45, die nach Nueva Loja weiterführt.

## Geschichte
Die E50 ist vor allem westlich von Loja von großer Bedeutung, da sie den grenzüberschreitenden Verkehr zwischen Peru und Ecuador abwickelt. Die Strecke bei Loja ist mit 2 × 2 Fahrspuren gebaut, ansonsten ist sie mit 1 × 1 Fahrspur ausgebaut.